# Пневник
Пневник (пол. Pniewnik) — село в Польщі, у гміні Коритниця Венґровського повіту Мазовецького воєводства.
Населення — 229 осіб (2011).
У 1975-1998 роках село належало до Седлецького воєводства.

## Демографія
Демографічна структура станом на 31 березня 2011 року:
|          | Загалом | Допрацездатний вік | Працездатний вік | Постпрацездатний вік |
| -------- | ------- | ------------------ | ---------------- | -------------------- |
| Чоловіки | 109     | 18                 | 81               | 10                   |
| Жінки    | 120     | 17                 | 68               | 35                   |
| Разом    | 229     | 35                 | 149              | 45                   |